# أليدا تشي جيفارا

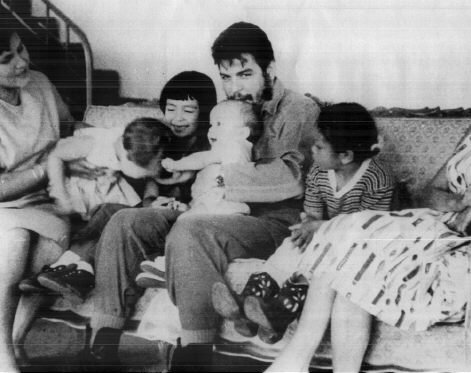
عائلة جيفارا سنة 1963

أليدا تشي جيفارا من مواليد 24 نوفمبر 1960 بكوبا، هي البنت البكر للمناضل الأممي أرنستو شي غيفارا من زوجته الثانية أليدا مارتش، أليدا ماركسية وطبيبة كأبيها تعمل في مستشفى وليام سولير للاطفال في هافانا، وعملت أيضا كطبيبة في كل من أنغولا والإكوادور ونيكاراغوا.
أليدا مناضلة من أجل حقوق الإنسان وإلغاء الديون عن دول العالم الثالث وهي مؤلفة كتاب «تشافيز، فنزويلا وأمريكا اللاتينية».

## الطفولة المبكرة
رغم أن أليدا لم تجاوز الرابعة والنصف عندما غادر أبوها كوبا لكي يشعل الثورة في الكونغو، وحوالي السابعة عندما أعدم في بوليفيا، فإنها تملك ذكريات جميلة عنه. من هذه الذكريات التي شاركتها مع الناس، أن أباها كان ينسج قصص الحيوانات لأطفاله البعيدين. وتعلق قائلة:
«لم يملك والدي الفرصة للاستمتاع بطفولتنا. لكنه عندما كان بعيدا، كان يرسل لنا القصص والرسوم على البطاقات البريدية. أخي كاميلو تعرض للتوبيخ في المدرسة لأنه استعمل كلمات بابية، وأمي تواجه» تشي«لأنه يحلف كثيرا. عندما كان في إفريقيا كتب إلى كاميلو يقول أنه لم يكن يستطيع أن يحلف في المدرسة، لأن التمساح سيعض أرجله»

## تأثير والدها
كتاب والدي: «كتابات خوسي مارتي»، لأن القيم التي تشيعها أبدية أليدا غيفارا
تعتبر أليدا أباها مصدر إلهامها. عندما تلقي خطاباتها حول العالم دائما ما تشير إلى كتاباته. تقول أليدا عن تراث أبيها:
والدي عرف كيف يحب، وكانت أحسن ميزة يتمتع بها هي القدرة على أن يحب. لكي تكون تكون ثوريا سليما، يجب أن تكون رومنسيا. القدرة على التضحية بنفسه من أجل الأخرين، كانت في قلب معتقداته. ولو اتبعنا خطاه، لكان العالم أحسن مكان.

## وصلات خارجية
- (فيديو) قناة الجزيرة في حوار مع أليدا تشي جيفارا
- أليدا تشي جيفارا على موقع IMDb (الإنجليزية)